# نيدا لوكاس
نيدا لوكاس (بالكرواتية: Neda Lokas) مواليد 5 أغسطس 1985 في شيبينيك، جمهورية يوغوسلافيا الاشتراكية الاتحادية، هي لاعبة كرة سلة كرواتية سابقة. بدأت مسيرتها الاحترافية في سنة 2002. حققت المركز الثالث في كرة السلة في ألعاب البحر الأبيض المتوسط 2009. اعتزلت اللعب في 2011. لعبت مع نادي شيبينيك لكرة السلة للسيدات ونادي نوفي زغرب لكرة السلة في الدوري الكرواتي لكرة السلة للسيدات.

## الميداليات
| الميدالية | المسابقة                                     |
| --------- | -------------------------------------------- |
| برونزية   | كرة السلة في ألعاب البحر الأبيض المتوسط 2009 |

## روابط خارجية
- نيدا لوكاس على موقع الاتحاد الدولي لكرة السلة (الإنجليزية)
- نيدا لوكاس على موقع كرة السلة الأوروبية.كوم (الإنجليزية)
- نيدا لوكاس على موقع بروبوليرز (الإنجليزية)